# Mehdi Mohaghegh

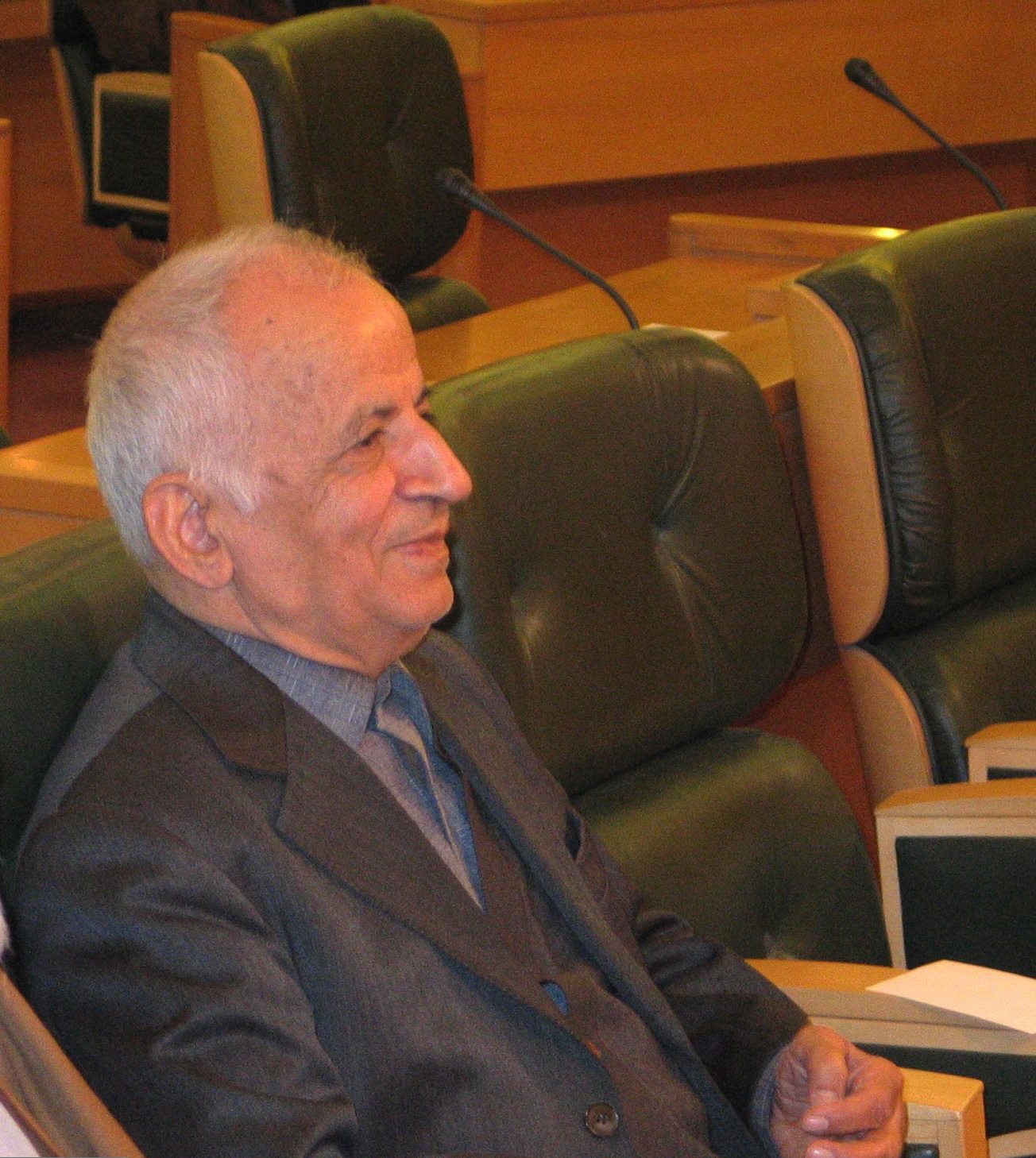
Mehdi Mohaghegh in Maschhad

Mehdi Mohaghegh (persisch مهدی محقق‎; * 1929 oder 1930 in Maschhad) ist ein iranischer Gelehrter, der auf persische Literatur, Islamwissenschaft und Philosophie spezialisiert ist.
Er studierte in Teheran und erhielt später das Certificate of Higher Studies in Theologie (Ijtihad) in Ghom. Einen PhD erwarb er sowohl in ilāhiyyāt (Theologie) als auch in persischer Literatur an der Universität Teheran, wo er 1960 zu lehren begann. Er lehrte auch an verschiedenen Universitäten im Ausland.
Er ist Mitglied der Ägyptischen und Syrischen Akademie der Arabischen Sprache. Er ist einer der Senior Fellows des Königlichen Aal al-Bayt Instituts für Islamisches Denken (Royal Aal al-Bayt Institute for Islamic Thought), Jordanien.